# Stephen Dwoskin
 Stephen Dwoskin (* 15. Januar 1939 in New York City, USA; † 28. Juni 2012 in London, Großbritannien) war ein US-amerikanischer avantgardistischer Video-Künstler, Experimental-Filmemacher, Fotograf und Essayist, der zuletzt in London, Großbritannien und New York lebte.

## Leben und Werk
Stephen Dwoskin studierte an der Parsons School of Design und an der New York University.
Er arbeitete als freischaffender Designer, Fotograf, Film-Regisseur und Produzent seit 1959. Er war Gründungsmitglied der London Film-Maker Co-op. Er war Dozent am London College of Printing und am Royal College of Art, London, am San Francisco Art Institute und der San Francisco State University, an der Universität Genf und der École Supérieure d’Art Visuel in der Schweiz.
Er ist der Autor des Buches: Film is: The international free cinema (1975), ein Standardwerk des abstrakten und experimentellen Films. Mindestens zwei seiner Filme (Naissant und Take Me) gelten als subversive Kunst.
Stephen Dwoskin war Teilnehmer der Documenta 5 in Kassel im Jahr 1972 in der Abteilung Filmschau: Erotic Cinema.